# Richard Martinus Emge
Richard Martinus Emge (* 20. Januar 1921; † 14. November 2013) war ein deutscher Soziologe.

## Leben
Er war der Sohn des Rechtsphilosoph und Rechtssoziologen Carl August Emge. Er studierte an den Universitäten in Genf, Berlin und Heidelberg. Nach der Promotion an der Universität Heidelberg 1950 und der Habilitation 1966 in Soziologie an der Universität Bonn (Rechts- und Staatswissenschaftliche Fakultät) erfolgte 1966 die Berufung auf einen Lehrstuhl für Soziologie der PH Rheinland und 1969 die Ernennung zum Honorarprofessor der Universität Bonn. Von 1973 bis zur Emeritierung 1986 lehrte er als Ordinarius für Soziologie an der Universität Bonn.

## Schriften (Auswahl)
- Der Einzelne und die organisierte Gruppe. Mainz 1956, OCLC 781992497.
- Auswärtige Kulturpolitik. Eine soziologische Analyse einiger ihrer Funktionen, Bedingungen und Formen. Berlin 1967, OCLC 1184016924.
- Soziologie des Familienhaushalts. Paderborn 1981, ISBN 3-506-99340-2.
- Saint-Simon. Einführung in ein Leben und Werk, eine Schule, Sekte und Wirkungsgeschichte. München 1987, ISBN 3-486-20235-9.